# Apportieren

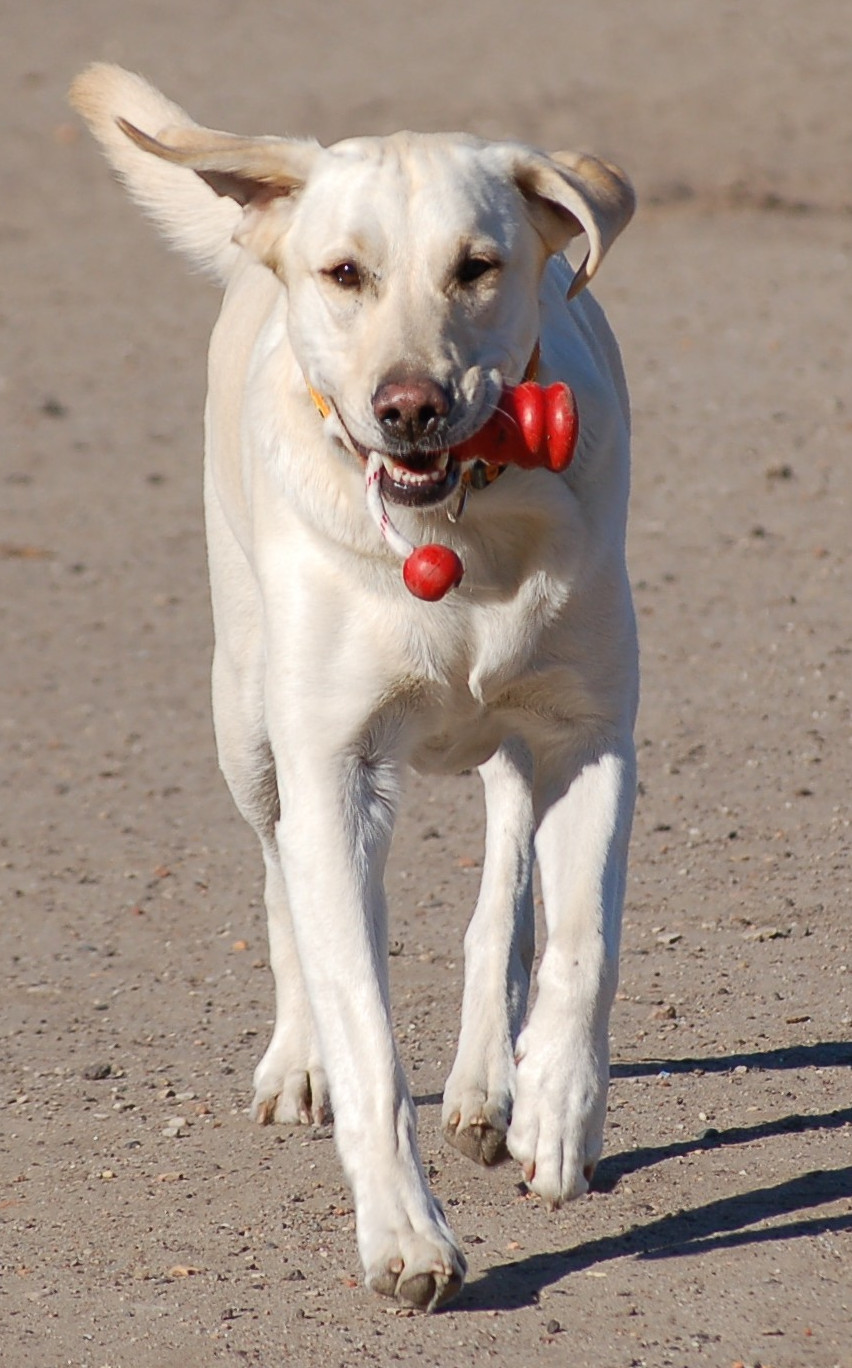
Labrador Retriever beim Apportieren eines Gummispielzeugs

Apportieren (lat. apportare / franz. apporter „herbeibringen“) bezeichnet bei der Jagd das Herbeibringen des vom Jäger geschossenen Nieder- oder Federwildes durch den Jagdhund. Entsprechend ausgebildete Hunde nennt man Apporteure oder Retriever. Der Einsatz des Hundes wird dabei üblicherweise durch das Kommando „apport!“ initiiert.
Außerhalb des jagdlichen Bereichs bezeichnet Apportieren im Kontext der Hundehaltung meist das Herbeibringen eines vom Hundeführer geworfenen oder ausgelegten Gegenstandes durch den Hund. Im Sport heißt der Gegenstand Apportel oder Bringholz. Beliebt für Apportierspiele sind Bälle, Stöcke, Frisbees oder Dummy genannte kleine Jutesäckchen. Für eine höhere Wurfweite kann eine Hunde-Ballschleuder genutzt werden. Wird das Dummyspiel zur Trainingsmethode ausgebaut, spricht man von Dummytraining.
Obwohl – vor allem wegen der Verfügbarkeit der Objekte – sehr beliebt, ist Stöckchenspiel, bei dem der Hund abgebrochene Pflanzenteile (Stöcke) in seinem Maul trägt, keine geeignete Apportierübung. Zum einen besteht eine sehr große Gefahr von Verletzungen des Mauls und des Rachens (Stöckchenverletzung), die unmittelbar oder infolge von Entzündungen zum Tod des Hunds führen können. Zum anderen hat der Hundeführer keine Kontrolle über den Spielabbruch, da der Hund sich das nächste Stöckchen sucht.
Auch andere Haustiere als der Hund neigen zum spielerischen Apportieren. So kann man dieses Verhalten auch Katzen mit kleinen Spielzeugen, wie beispielsweise Bällen oder zusammengeknüllten Stückchen Papier, beibringen. Manchmal zeigen Hunde und Katzen dieses Verhalten auch ohne Training.
Wenn Hündinnen ihre Jungen tragen, bezeichnet man das nicht als Apportieren, sondern spricht von Eintrageverhalten.